# 거친 녀석들 (2007년 영화)
《거친 녀석들》(영어: Wild Hogs)은 미국에서 제작된 월트 베커 감독의 2007년 로드 코미디 영화이다. 팀 앨런 등이 출연하였고, 브라이언 로빈스 등이 제작에 참여하였다.

## 출연진
- 팀 앨런
- 존 트러볼타
- 마틴 로런스
- 윌리엄 H. 메이시
- 머리사 토메이
- 질 헤너시
- 레이 리오타
- 스티븐 토볼라우스키
- M. C. 게이니
- 케빈 듀랜드
- 도미닉 제인스
- 티시나 아널드
- 드루 시도라
- 심퍼니
- 제이슨 스클라
- 랜디 스클라
- 존 C. 맥긴리
- 피터 폰다
- 카일 개스
- 타이 페닝턴
- 마거릿 트러볼타

## 기타 제작진
- 배역: 앤 매카시, 제이 스컬리
- 미술: 마이클 코런블리스
- 의상: 리사 젠슨, 페니 로즈